# محیط منحنی
محیط منحنی یا دور به معنی محیط یک منحنی بسته‌است. محیط دایره اهمیت زیادی در هندسه و مثلثات دارد. محیط منحنی نوع خاصی از محیط است. تفاوت محیط منحنی با محیط یک چندضلعی در مشتق‌پذیری در همه جای محیط منحنی است که چنین چیزی در چندضلعی وجود ندارد.

## محیط دایره

محیط دایره (C) به رنگ مشکی، قطر (D) به رنگ سیان (فیروزه‌ای), شعاع (R) به رنگ قرمز، و مرکز (O). محیط منحنی = π × قطر = ۲ × π × شعاع.

هنگامی که قطر یک دایره برابر واحد است محیط آن π است.